# Adam Ondraschek
Adam Ondraschek (* 19. Juli 1986 in Opava, Tschechoslowakei) ist ein tschechisch-deutscher Eishockeytorwart, der seit 2011 bei den Kassel Huskies in der Eishockey-Oberliga unter Vertrag steht.

## Karriere
Adam Ondraschek begann seine Karriere 2004 bei der Eishockey Jugend Kassel in der Junioren-Bundesliga, bevor er zur Saison 2004/05 von den Kassel Huskies in die ausgegliederte Profimannschaft des Vereins berufen wurde.
Zwar stieg er mit den Huskies noch in der gleichen Saison in die zweite Bundesliga ab, jedoch dominierte er mit den „Schlittenhunden“ die zweithöchste deutsche Spielklasse. Der gebürtige Tscheche konnte mit den Huskies in der Saison 07/08 den Aufstieg in die Deutsche Eishockey Liga allerdings nicht feiern, da er während der Aufstiegssaison zu den Lauterbach Highlanders in die Regionalliga wechselte.
2008 wechselte der Goalie schließlich nach Halle an der Saale, wo er nur eine Saison spielte und 2009 zu den Blue Lions Leipzig wechselt, die in der Regionalliga Ost spielen.
Mit den Blue Lions Leipzig gewann Adam Ondraschek souverän die Regionalliga Ost in der Saison 2009/10. Unterstützend wurde er auch in der zweiten Mannschaft der Eislöwen Leipzig tätig und gewann mit diesen den Sachsen Pokal in der gleichen Saison.
Im Frühjahr 2010 wurden die Blue Lions insolvent. Ondraschek ist neben den Brüdern Lars und Jens Müller einer von drei Spielern, welche dem Leipziger Eishockey treu blieben und sich dem neugegründeten Vereins Icefighters Leipzig anschlossen. Diese Mannschaft absolvierte die Saison 2010/11 in der Oberliga Ost und beendete sie auf Platz acht. Zur Saison 2011/12 kehrte er zu seinem Heimatverein Kassel Huskies aus der Oberliga West zurück.